# Theta
Theta (Θ o ϴ; θ o ϑ), più comunemente resa in italiano come Tèta o Teta, è l'ottava lettera dell'alfabeto greco. Nel greco antico è una consonante di tipo dentale aspirata (dentale sorda aspirata) /tʰ/, mentre nel greco moderno trascrive la fricativa interdentale sorda /θ/.
Il suo valore nel sistema numerico greco è 9.
La lettera deriva dalla fenicia teth e, nella sua forma più arcaica, poteva essere scritta  oppure , segni derivati dai geroglifici egizi per rappresentare, rispettivamente, una città e il Sole. Da essa si sviluppò la lettera cirillica fita (Ѳ, ѳ) che rimase nell'alfabeto russo fino alla riforma dell'ortografia russa del 1918.

## Usi
Nell'alfabeto fonetico internazionale (IPA), [θ] rappresenta la fricativa dentale sorda, come nell'inglese thick o thin. Non rappresenta la consonante dell'inglese the, che è la controparte fricativa dentale sonora, rappresentata nell'IPA da [ð] (cfr. Eth). 

### Minuscola
La lettera minuscola θ viene utilizzata come simbolo per:
- Un angolo piano in geometria
- Una variabile sconosciuta in trigonometria
- La fricativa dentale sorda, scritta θ[5]
- Una funzione speciale di più variabili complesse
- Una delle funzioni di Chebyshev nella teoria dei numeri primi
- La temperatura potenziale in meteorologia
- Replicazione di tipo Theta: un tipo di replicazione del DNA batterico specifico dei cromosomi circolari
- Una lettera secondo la nomenclatura di Bayer applicata a una stella in una costellazione; di solito l'ottava stella così etichettata ma non necessariamente l'ottava più luminosa vista dalla Terra
- Il parametro statistico frequentemente utilizzato per scrivere la funzione di verosimiglianza
- La funzione gradino di Heaviside
- In farmacologia, la frazione di ligando legata ad una macromolecola secondo l'equazione di Hill

### Maiuscola
La lettera maiuscola Θ viene utilizzata come simbolo per:
- La dimensione della temperatura, secondo lo standard del SI (in corsivo)
- La temperatura adimensionale nei fenomeni di trasporto
- Un certo numero ordinale nella teoria degli insiemi
- I Pentaquark, barioni esotici nella fisica delle particelle
- Una frequenza del segnale cerebrale (beta, alfa, theta, delta) compresa tra 4 e 8 Hz
- Una delle variabili conosciute come "greche" in finanza, che rappresenta il decadimento temporale delle opzioni o la variazione del valore intrinseco di un'opzione diviso per il numero di giorni fino alla scadenza dell'opzione
- Una variabile che indica la differenza di temperatura nel trasferimento di calore

## Simbolismo

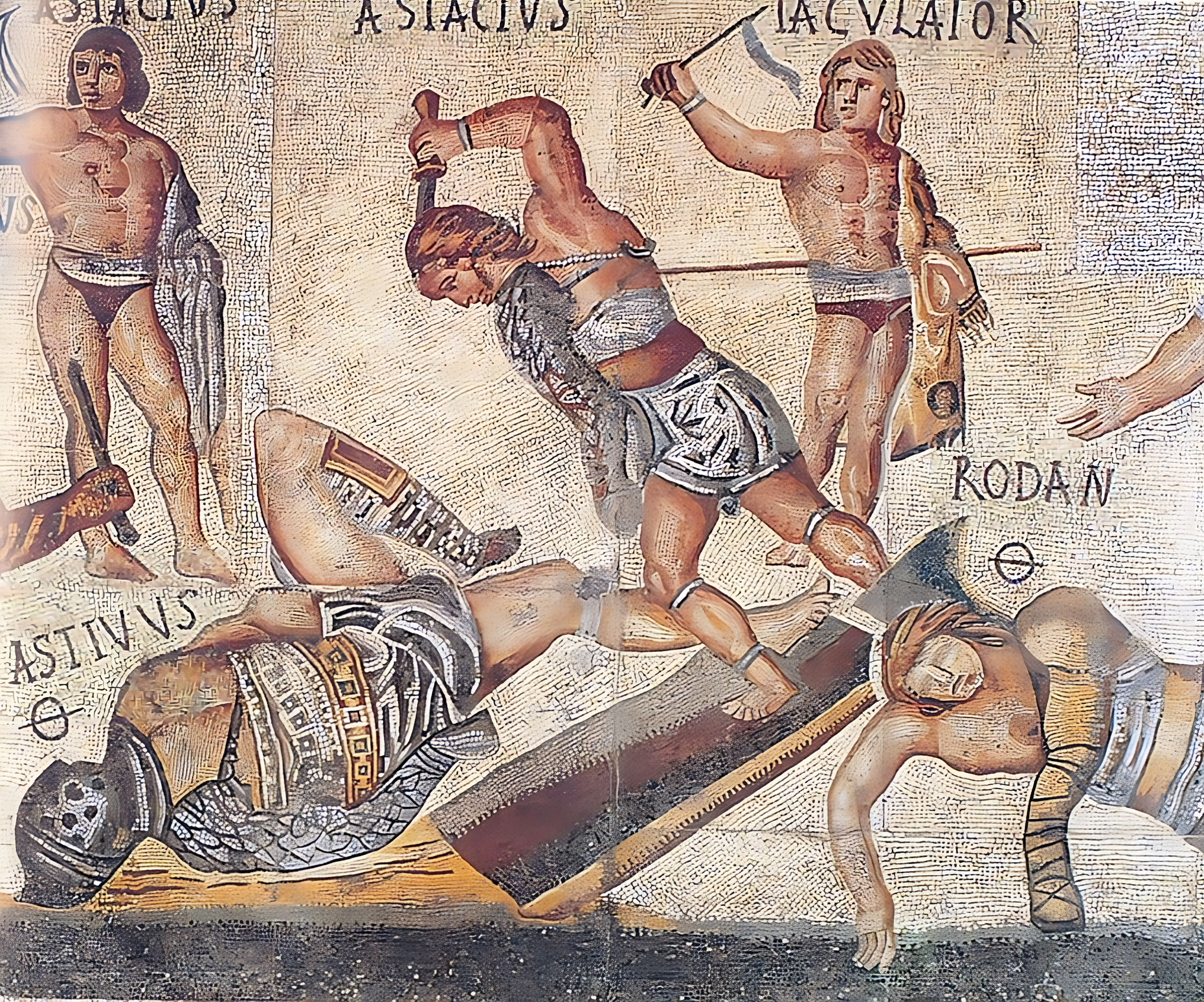
Θ a simbolo della morte in un mosaico romano

Nell'antichità la lettera tau era usata come simbolo di vita o di resurrezione, mentre l'ottava lettera dell'alfabeto greco (nona nella forma arcaica usata anticamente per la numerazione), theta, era considerata il simbolo della morte. Una citazione attribuita all'antico autore romano Ennio (anche se forse spuria) diceva di essa: "oh, theta, una lettera molto più sfortunata delle altre".
Secondo Porfirio di Tiro, gli egiziani usavano una X all'interno di un cerchio come simbolo dell'anima; avendo un valore numerico di nove, era usato come simbolo per l'Enneade. Giovanni Lido dice che gli egiziani usavano un simbolo per il cosmo a forma di theta, con un cerchio infuocato che rappresentava il mondo, e un serpente che attraversava il centro rappresentando l'Agathodaimon (letteralmente: spirito buono).
Nell'Atene classica, Θ era usata come abbreviazione del greco θάνατος (thanatos, "morte") e, poiché la lettera somiglia vagamente a un teschio umano, essa veniva usata come simbolo di avvertimento di morte, allo stesso modo in cui il teschio e tibie incrociate sono usate nei tempi moderni. Veniva inoltre scritta negli ostrakon usati dagli Ateniesi quando votavano per la pena di morte. Per queste ragioni, l'uso del numero 9 veniva talvolta evitato laddove la connotazione era ritenuta sfortunata: i marchi di zecca di alcune monete romane tardo imperiali hanno notoriamente la somma ΔΕ o ΕΔ (delta ed epsilon, cioè 4 e 5) sostituita come eufemismo dove altrimenti ci si aspetterebbe un Θ (9).